# رملینگن (بایرن)
رملینگن (به آلمانی: Remlingen) یک منطقهٔ مسکونی در آلمان است که در Würzburg واقع شده‌است. رملینگن ۱٬۵۱۵ نفر جمعیت دارد.